# 넷서프
넷서프(NetSurf)는 오픈 소스 웹 브라우저로 RISC OS, 아미가OS 등의 유닉스 기반 시스템에서 작동하는 웹 브라우저이다. 넷서프는 탭 브라우징, 텍스트 선택 및 PDF 내보내기 등의 기능을 가지고 있다. 넷서프는 2004년, 2006년, 2007년, 2008년에 드로브 런치패드의 RISC OS용 "최고의 비영리 소프트웨어"로 선정되었다. 넷서프의 소스 코드는 GNU GPL 라이선스로 공개된다.
넷서프의 멀티 플랫폼 코어는 ANSI C로 작성되었고, 대부분의 HTML 4 및 CSS 2.1 규격을 준수한다. 버전 2.0부터는 HTML5 규격을 지원하는 "Hubbub"라는 HTML 파서를 추가했다. 넷서프는 GIF, PNG, JPEG, BMP를 지원할 뿐만 아니라, RISC OS 네이티브 이미지 포맷도 지원한다. 2010년 기준으로 넷서프는 자바스크립트 지원이 없다.

## 포팅
GTK 포팅은 2004년 6월부터 시작되었다.이 브라우저는 NetBSD 및 우분투 용 패키지로 배포되었다.
또한 넷서프는 아미가OS 및 BeOS용으로도 포팅되고 있으며, 2009년 1월 모르프OS용 포팅을 시작하였다.. 윈도용 포팅도 시작되었지만 현재까지 아무 결과물도 나오지 않았다.

## 출시
5년 간의 개발 후, 첫 번째 안정 버전이 2007년 5월 19일에 공개되었다. 넷서프 1.0 출시 이후 큰 버그 수정을 한 두번의 릴리즈가 더 있었다.
2009년 4월, 넷서프 2.0이 RISC OS, 유닉스 기반 OS, 아미가OS, BeOS 및 하이쿠 용으로 출시되었다. 2009년 5월, 넷서프 2.1이 페이지 레이아웃 향상 및 버그 수정 후 출시되었다.

## 인용
1. ↑  “NetSurf Change Log”. 2023년 12월 28일.
2. ↑  “보관된 사본”. 2019년 4월 11일에 원본 문서에서 보존된 문서. 2010년 10월 27일에 확인함.
3. ↑  “보관된 사본”. 2011년 6월 8일에 원본 문서에서 보존된 문서. 2010년 10월 27일에 확인함.
4. ↑  “보관된 사본”. 2011년 6월 8일에 원본 문서에서 보존된 문서. 2010년 10월 27일에 확인함.
5. ↑  http://www.drobe.co.uk/article.php?id=2389}%5B깨진+링크(과거+내용+찾기)%5D
6. ↑  http://source.netsurf-browser.org/?rev=993&view=rev
7. ↑  http://www.morphzone.org/modules/newbb_plus/viewtopic.php?topic_id=6183&forum=9 보관됨 2011-06-11 - 웨이백 머신
8. ↑  “보관된 사본”. 2011년 7월 18일에 원본 문서에서 보존된 문서. 2010년 10월 27일에 확인함.
9. ↑  “보관된 사본”. 2011년 7월 18일에 원본 문서에서 보존된 문서. 2008년 2월 10일에 확인함.
10. ↑  “보관된 사본”. 2011년 7월 18일에 원본 문서에서 보존된 문서. 2008년 7월 25일에 확인함.
11. ↑  http://www.netsurf-browsr.org/downloads/riscos/%5B깨진+링크(과거+내용+찾기)%5D
12. ↑  http://www.netsurf-browser.org/downloads/releases/ChangeLog.txt 보관됨 2008-09-27 - archive.today
13. ↑  “보관된 사본”. 2010년 10월 12일에 원본 문서에서 보존된 문서. 2010년 10월 27일에 확인함.

## 같이 보기
- 딜로
- 웹 브라우저 연표
- 웹 브라우저 목록